# イザーク・スプレイグ
イザーク・スプレイグ（Isaac Sprague、1811年9月5日 – 1895年）はアメリカ合衆国の画家である。風景画、植物や鳥類などの博物画を描いた。ジョン・ジェームズ・オーデュボンやエイサ・グレイの著作の図版を描き、その時代、アメリカ合衆国で最も有名な博物画家であった。

## 略歴
マサチューセッツ州のヒンガムで生まれた。叔父の馬車塗装業（carriage painte）で修行した。『アメリカの鳥類』を出版して有名になったジョン・ジェームズ・オーデュボンに鳥の絵を認められ、1843年に助手として、ミズーリー川まで鳥類のフィールド調査に同行し、測定やスケッチを行った。この調査のスプレイグの記録はボストン・アセニアム図書館に残されている。タヒバリ属の鳥類の種、 Anthus spragueiiはこのフィールド調査で発見され、スプレイグの名前が付けられた。スプレイグの描いた、鳥類の図のいくつかはオーデュボンの後の、著作に掲載されたが、スプレイグの作品であることは明記されなかった。
1845年にハーバード大学の植物学の教授、エイサ・グレイと知合い、グレイらの多くの植物学の著書の図版を描いた。スプレイグの作品のコレクションはボストン・アセニアム図書館、ボストン美術館、スミソニアン博物館、ハーバード大学にある。

## スプレイグの植物画

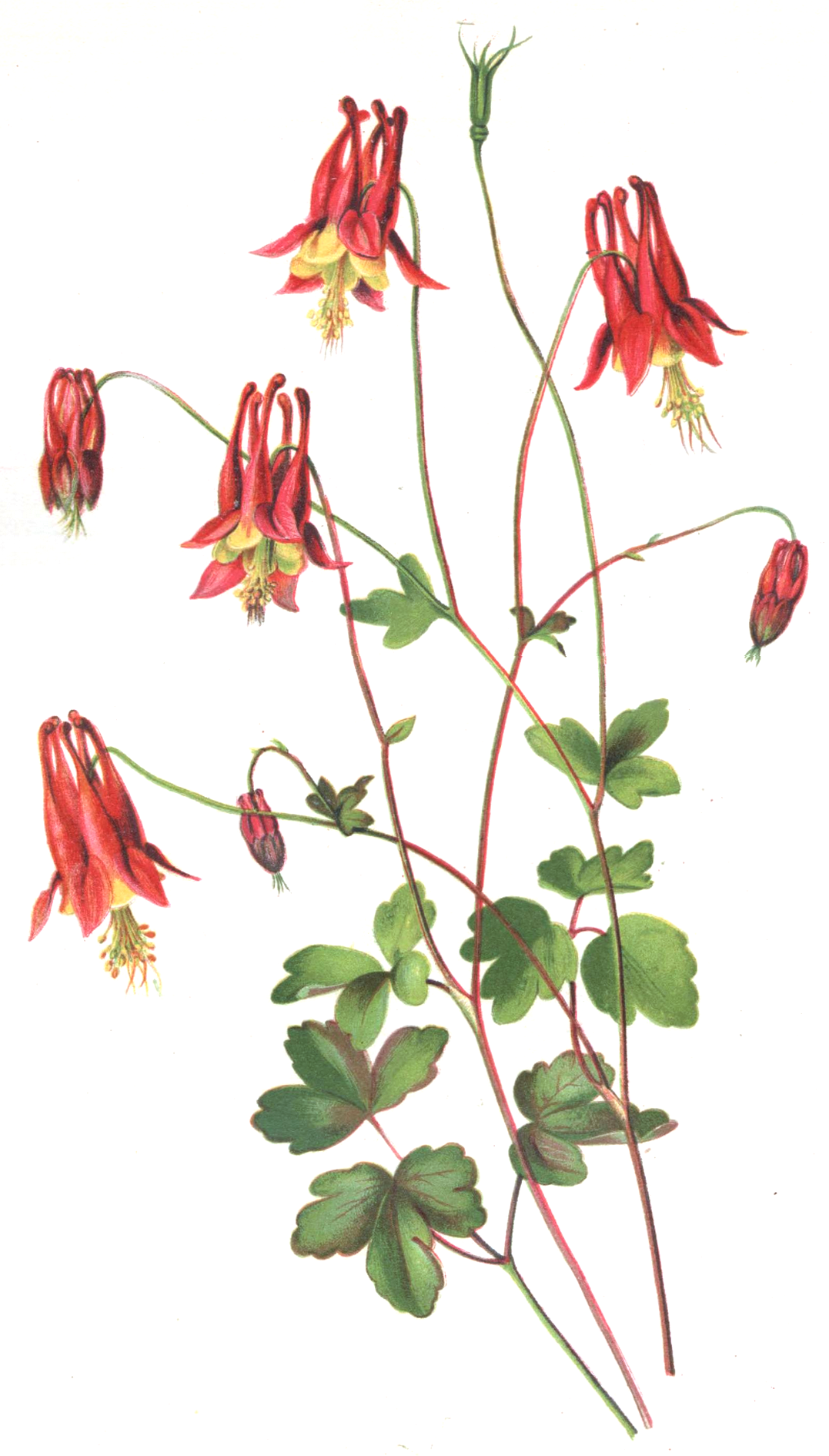
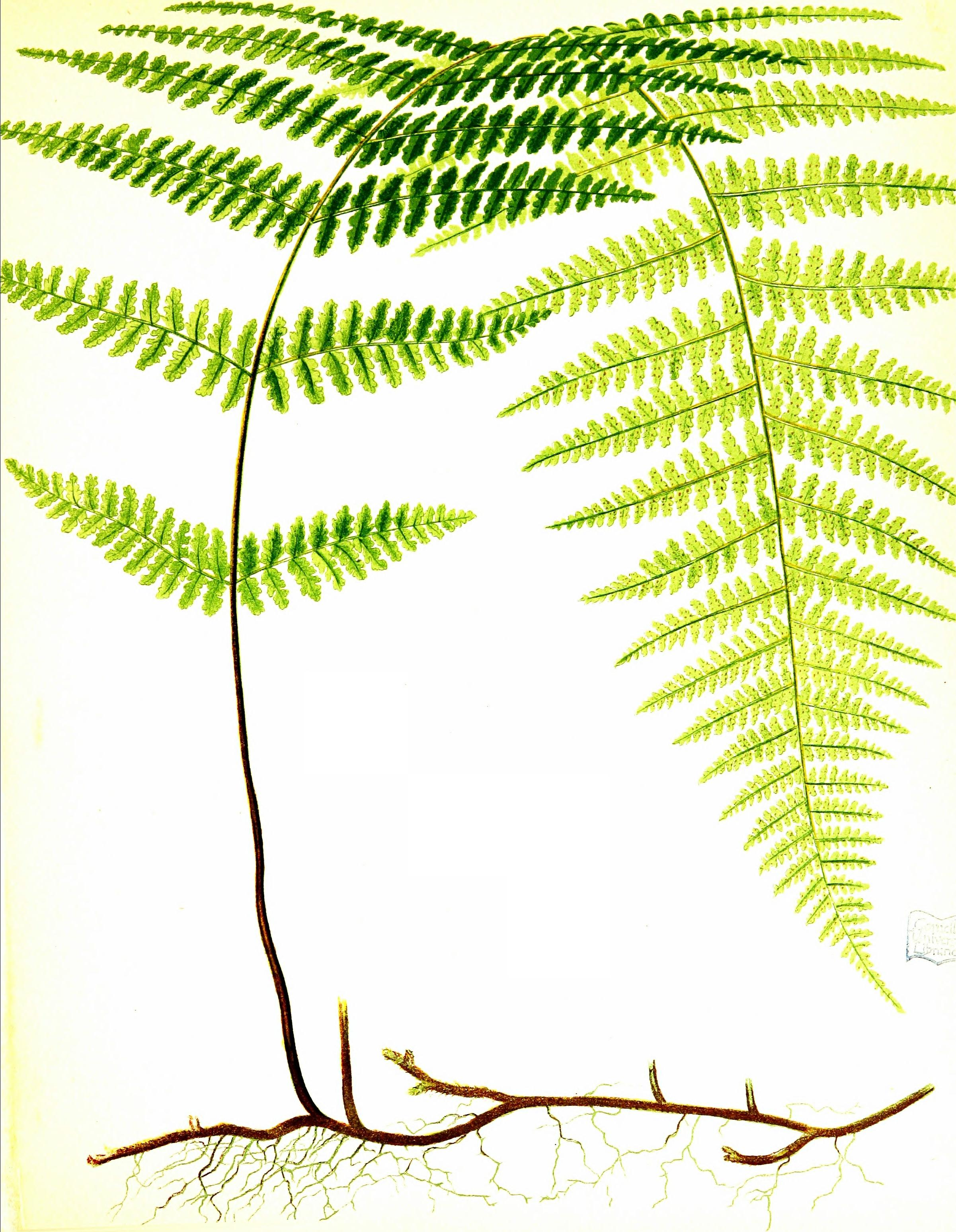
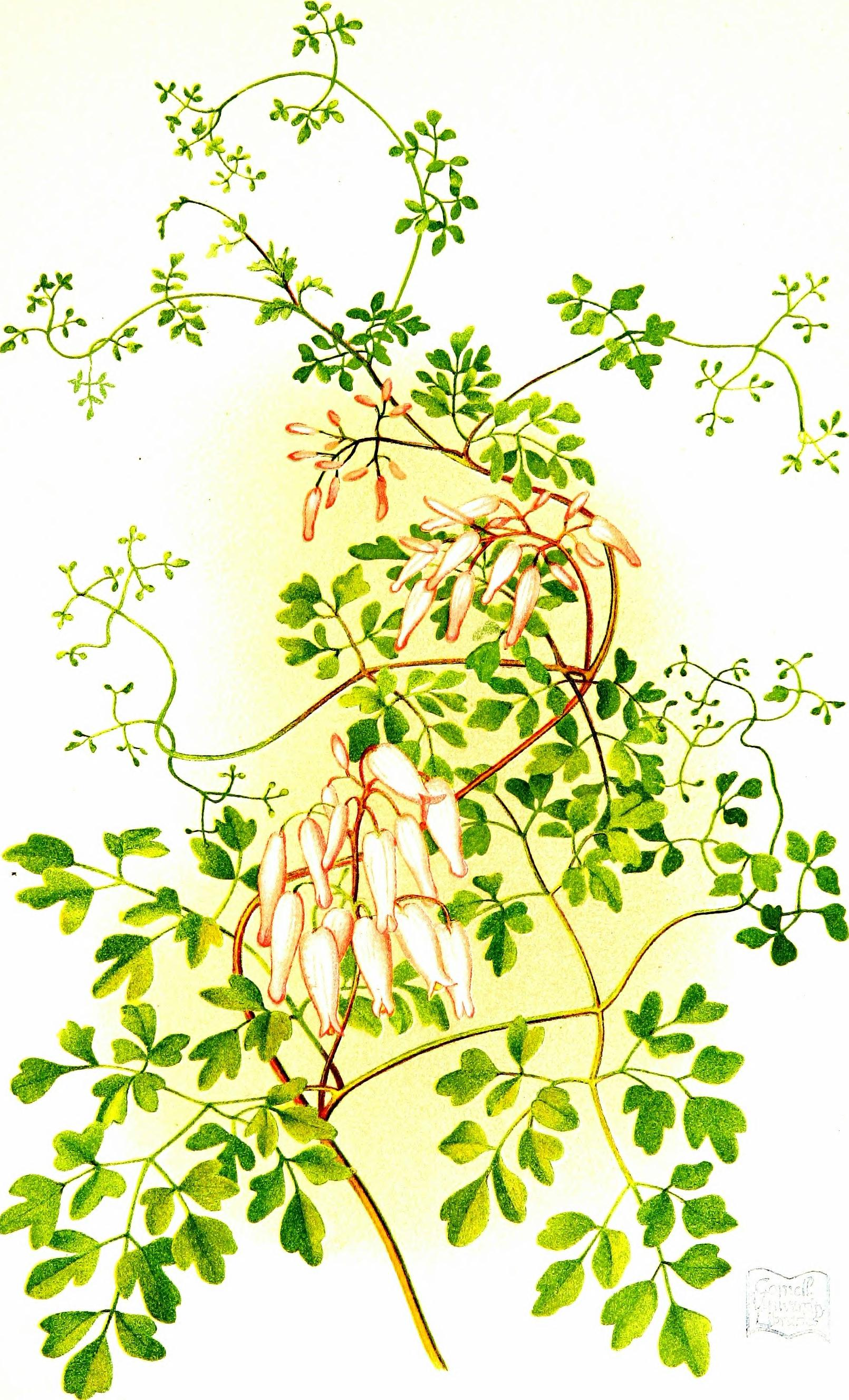
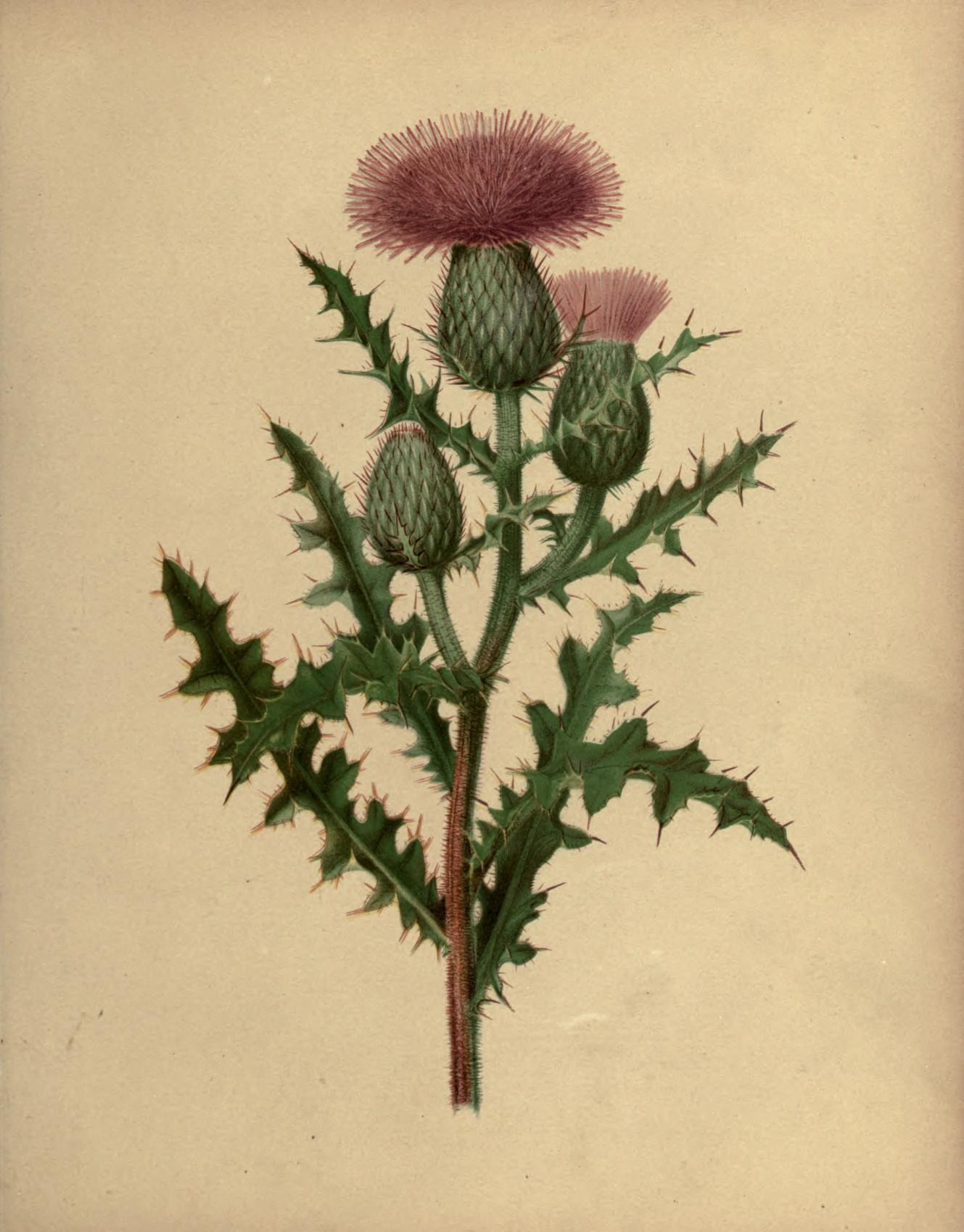

## スプレイグが図版を描いた著作
- 1842 Asa Gray:Botanical Text-book
- 1856 Asa Gray:Manual of the Botany of the Northern United States  ed. 2
- 1848 William Oakes:White Mountain Scenery
- 1848-1849 Asa Gray:Genera Florae Americae Boreali-Orientalis
- 1855-1860 Reports of Explorations and Surveys, to Ascertain the Most Practicable and Economical Route for a Railroad Route from the Mississippi River to the Pacific Ocean, U. S. War Department
- 1875 George B. Emerson:Report on the Trees and Shrubs Growing Naturally in the Forests of Massachusetts, ed. 2
- 1876-1882 George Goodale:Wild Flowers of America
- 1882 Alpheus Baker Hervey:Beautiful Wild Flowers of America
- 1883 Alpheus Baker Hervey:Flowers of Field and Forest
- 1883 Alpheus Baker Hervey:Wayside Flowers and Ferns